# Арумынская кухня
Арумынская кухня (арум. Cuzina armãneascã) — национальная кухня арумын. Арумыны — небольшая балканская этническая группа, разбросанная по всему региону, проживающая в Албании, Болгарии, Греции, Северной Македонии, Румынии и Сербии. Арумынская кухня находилась под сильным влиянием средиземноморской и ближневосточной кухни.
В Греции арумынская деревня Мецовон (Аминчу) выделяется производимыми там сырами. Самыми популярными сырами из Мецовона являются Мецовоне и Мецовела, хотя там производят и другие виды сыров, такие как Гравьера. Большая часть сыров, поступающих из Мецовона, производится на сыроварне Фонда Тосица, работающая с 1958 года. Помимо сыров, некоторые типичные блюда Мецовона включают мясо, такое как контосувли и колбасы, а также пироги с овощами и грибами и фасолевый суп, все которые могут сопровождаться местным вином. В районе Аспропотамоса популярен арумынский пирог Бацина, а о местной кухне деревни была издана книга.
В Румынии некоторые блюда арумынской общины включают овощные пироги, особенно из лука-порея, и жареный перец. Арумыны Румынии также производят сыр, а также потребляют мясо, например курицу, в обычные дни и свинину по праздникам и в особых случаях. Также выделяются различные виды поленты (или мамалыга, как ее называют в Румынии). Арумынская кухня присутствует в регионе Добруджи, но практически отсутствует в остальной части Румынии. Также опубликована книга об арумынской кухне Добруджи.